# Joeropsis wolffi
Joeropsis wolffi là một loài chân đều trong họ Joeropsididae. Loài này được Mueller miêu tả khoa học năm 1991.